# Valencijský záliv
Valencijský záliv (španělsky Golfo de Valencia) je část Baleárského moře přiléhající k východnímu pobřeží Španělska (Valencijské společenství a Katalánsko). Jeho severní hranicí je ústí řeky Ebro a jižní hranicí mys Nao. V zálivu leží souostroví Columbretes, na pobřeží se nacházejí města Valencie, Sagunto, Castellón de la Plana a Benicasim, největšími přítoky jsou Júcar, Turia a Mijares. Zálivem prochází nultý poledník. Linie pobřeží měří 400 km, břehy jsou nízké, lemované písečnými plážemi (turistická oblast Costa del Azahar), mokřady (přírodní park Albufera) i rýžovišti. Maximální hloubka je 500 m, průměrná teplota vody 18 °C, příliv dosahuje maximální výšky 10 cm. Aglomerace přístavního města Valencie patří k nejdůležitějším průmyslovým oblastem Španělska. V zálivu se nacházejí ložiska ropy, jejich plánovaný průzkum byl v roce 2015 odvolán na základě protestů místních obyvatel.